# Guzmán Papini y Zas
Guzmán Papini y Zas (Montevideo, 22 de enero de 1878- 1961) fue un escritor uruguayo.

## Biografía
Nació en Montevideo en 1878 siendo sus padres José María Papini Tiscornia y Corina Zas González Estuvo casado con Renée R. Flores.
Utilizó el seudónimo "G. P. y Z." para firmar algunos artículos publicados en el periódico El Fogón (revista). También publicó artículos en el diario La Tribuna Popular y en la revista literaria Pegaso. Debido a unos escritos en revistas como La Tribuna Popular que realizó sobre figuras de su época, éstas sintiéndose agraviadas lo desafiaron a batirse en duelo. Entre ellos el más famoso fue Federico Ferrando, quien momentos antes de asistir al duelo fuera herido de muerte por accidente por su amigo Horacio Quiroga el 5 de marzo de 1902.
Fue director de Correos y Telégrafo, cargo del cual se jubiló en 1936.
Falleció en 1961.

## Obras
- La novia muerta (1898)
- El canto a la sireneta
- La duda
- Tumulto de esplendores
- El último Don Juan (drama en 2 actos)
- Canto a la batalla de Cagancha (1902)
- Canto a la Patria. Segunda cruzada libertadora
- La Cisplatina (1899)
- En la reja
- Espiga de cristales (1936)